# Mengíbar
Mengíbar es una localidad y municipio español de la provincia de Jaén, en la comunidad autónoma de Andalucía, situado a 21 km de la capital provincial, Jaén, y a 323 km de la ciudad de Madrid. Cuenta con 10 011 habitantes (INE 2024). según el padrón del INE realizado en 2022, y tiene una extensión de 62,34 km². Pertenece al área metropolitana de Jaén.

## Situación geográfica
Mengíbar es un municipio con una situación geográfica en el enclave entre Jaén, Linares y Bailén, la ciudad ha experimentado un crecimiento importante a finales del siglo XX y principios del XXI, tanto demográfica como económicamente. Algunas empresas pequeñas y tiendas han estado afincadas en su término, como ya hicieron civilizaciones anteriores ─iberas y romanas─ ocupando también estas tierras.
| Noroeste: Espeluy          | Norte: Jabalquinto | Nordeste: Jabalquinto y Torreblascopedro |
| Oeste: Cazalilla           |                    | Este: Villatorres                        |
| Suroeste: Cazalilla y Jaén | Sur: Jaén          | Sureste: Jaén y Villatorres              |

## Climatología
Según los datos de la estación agroclimática del Centro IFAPA de la Junta de Andalucía, situado a 3,5 km del centro urbano de la localidad, presenta un clima mediterráneo sub-continental suave. Algunas de las características son (Período 2009-2018):
- Temperatura máxima media anual: 25,2 °C.
- Temperatura media anual: 17,5 °C.
- Temperatura mínima media anual: 10,2 °C.
- Precipitación media anual: 452,1mm.

Hay una gran oscilación térmica tanto diaria, como anual, pues se pasa de 7,7 °C de media en enero a 29,3 °C (una de las más altas de España) de media en julio. Las precipitaciones están desigualmente repartidas, habiendo un período de sequía entre mayo y octubre. La humedad relativa anual es del 60%, debido a su posición en el Valle del Guadalquivir. El número de días de heladas al año es de 18, y el de lluvias, es de 69.

## Geografía humana

### Demografía
Cuenta con una población de 10 011 habitantes (INE 2024).
| Gráfica de evolución demográfica de Mengíbar entre 1842 y 2021                                                                                                |
| |
| Población de derecho según los censos de población del INE Población de hecho según los censos de población del INEEn este censo se denominaba Menjivar: 1842 |

## Patrimonio
- Torre de Mengíbar.
- Arco miliario de Jano Augusto, que marcaba el límite entre las provincias romanas Bética y Cartaginense.
- Casa de la Inquisición.
- Central hidroeléctrica: obra de Antonio Palacios, representa, junto a las numerosas construcciones realizadas para el Metro de Madrid, una de las escasas muestras de arquitectura industrial del arquitecto gallego. La instalación fue inaugurada por Alfonso XIII.
- Iglesia de San Pedro Apóstol.
- Iliturgi.
- Palacio de Mengíbar.

## Actividades y asociaciones culturales
- Asociación Cultural Getsemaní Teatro.
- Cabalgata de Reyes Magos.
- Cortejo fúnebre de Isabel la Católica.
- Agrupación musical Iliturgi.

## Organización político-administrativa

### Elecciones municipales
| Elecciones municipales desde 1979                     |      |      |      |      |      |      |      |      |      |      |      |      |
|                                                       | 1979 | 1983 | 1987 | 1991 | 1995 | 1999 | 2003 | 2007 | 2011 | 2015 | 2019 | 2023 |
| PSOE                                                  | 4    | 7    | 3    | 6    | 7    | 8    | 7    | 6    | 7    | 8    | 8    | 7    |
| AP/PP                                                 | -    | 6    | 1    | 1    | 6    | 5    | 4    | 3    | 4    | 5    | 3    | 6    |
| VOX                                                   | -    | -    | -    | -    | -    | -    | -    | -    | -    | -    | 0    | 0    |
| PCE/IU                                                | 1    | 0    | 1    | -    | 0    | -    | 1    | 1    | 0    | -    | -    | -    |
| C's                                                   | -    | -    | -    | -    | -    | -    | -    | -    | -    | -    | 0    | -    |
| CIM                                                   | -    | -    | 8    | 6    | -    | -    | -    | -    | -    | -    | -    | -    |
| PA                                                    | -    | -    | -    | -    | -    | -    | 1    | -    | -    | -    | -    | -    |
| UDM                                                   | -    | -    | -    | -    | -    | -    | -    | 3    | 2    | -    | -    | -    |
| UCD                                                   | 7    | -    | -    | -    | -    | -    | -    | -    | -    | -    | -    | -    |
| AI/PIM                                                | 1    | -    | -    | -    | -    | -    | -    | -    | -    | -    | 2    | -    |
| II/ASM/DS                                             | 0    | -    | 0    | 0    | -    | -    | -    | -    | -    | -    | -    | -    |
| En negrilla el partido más votado                     |      |      |      |      |      |      |      |      |      |      |      |      |
| Fuente:Datos de las elecciones municipales desde 1979 |      |      |      |      |      |      |      |      |      |      |      |      |

### Alcaldía
| Periodo   | Nombre                                                 | Partido |
| --------- | ------------------------------------------------------ | ------- |
| 1979-1983 | Antonio Barahona Vallecillos                           |         |
| 1983-1987 | Antonio de La Torre Moya                               |         |
| 1987-1991 | Antonio Barahona Vallecillos                           | CIM     |
| 1991-1995 | Antonio Barahona Vallecillos                           | CIM     |
| 1995-1999 | Gil Beltrán Ceacero                                    |         |
| 1999-2003 | Gil Beltrán Ceacero                                    |         |
| 2003-2007 | Gil Beltrán Ceacero                                    |         |
| 2007-2011 | Gil Beltrán Ceacero 2008: Miguel Ángel Martínez Bellón |         |
| 2011-2015 | Gil Beltrán Ceacero                                    |         |
| 2015-2019 | Juan Bravo Sosa                                        |         |
| 2019-2023 | Juan Bravo Sosa                                        |         |
| 2023-act. | Juan Bravo Sosa                                        |         |

## Economía

### Evolución de la deuda viva municipal
El concepto de deuda viva contempla solo las deudas con cajas y bancos relativas a créditos financieros, valores de renta fija y préstamos o créditos transferidos a terceros, excluyéndose, por tanto, la deuda comercial.
| Gráfica de evolución de la deuda viva del Ayuntamiento de Mengíbar entre 2008 y 2021                                |
| |
| Deuda viva del Ayuntamiento de Mengíbar en miles de euros según datos del Ministerio de Hacienda y Función Pública. |

## Comunicaciones y transporte

### Red de carreteras
La posición estratégica del municipio ha permitido que por el mismo discurran vías de cierta relevancia dentro de la provincia de Jaén.
| Tipo                      | Identificador | Denominación                              | Itinerario                                                                |
| ------------------------- | ------------- | ----------------------------------------- | ------------------------------------------------------------------------- |
| Autopistas y autovías     | A-44          | Autovía de Sierra Nevada - Costa Tropical | Bailén A-4 A-32 - Mengíbar - Jaén A-316 - Granada A-92 N-432 - Motril A-7 |
| Carreteras convencionales | N-323         | Carretera Bailén a puerto de Motril       | Bailén N-IV - Mengíbar - Jaén - Granada - N-340 - Puerto de Motril        |
| Carreteras convencionales | A-6000        | Carretera de A-316 a Mengíbar             | Mancha Real A-316 - Torrequebradilla - Villargordo - A-44 - Mengíbar      |
| Carreteras convencionales | A-6004        | Travesía de Mengíbar                      | N-323 Barriada "El Puente" - N-323 Geolit                                 |
| Carreteras convencionales | A-6076        | Carretera de Mengíbar a Espeluy           | Mengíbar - Estación de Espeluy - Espeluy A-6075                           |
| Carreteras convencionales | JA-3413       | Carretera de Mengíbar a Cazalilla         | Mengíbar - Cazalilla                                                      |

### Ferrocarril
Por el término municipal de Mengíbar discurren dos líneas férreas convencionales, la Espeluy-Jaén y la Alcázar de San Juan-Cádiz, que atraviesa el río Guadalquivir. La estación de Mengíbar-Artichuela, cercana al núcleo urbano, conecta con servicios de Media Distancia entre Jaén y Madrid. En el término municipal de Jabalquinto se encuentra la estación de Mengíbar-Las Palomeras, que no cuenta con servicios de pasajeos.